# Toma Akvinski
Sveti Toma Akvinski (lat. Thomas Aquinas, tal. Tommaso d'Aquino; Roccasecca, 28. siječnja 1225. – Fossanova, 7. ožujka 1274.), talijanski dominikanac, filozof, teolog, crkveni naučitelj i svetac.

## Životopis
Rođen je 28. siječnja 1225. u dvorcu Roccasecca, u feudu Aquino, u okolici Napulja u južnoj Italiji kao sin Landulfa grofa Akvinskog i majke Teodore iz obitelji normanskih grofova od Teate. Majka njegova oca Franciska bila je sestra njemačkog cara Fridriha Barbarose. Od malena je pokazivao veliku želju za znanjem, a nakon studija u Napulju stupio je u dominikanski red.
Godine 1252. poglavari reda poslali su ga u Pariz, gdje kao učenik Alberta Velikog postiže doktorat teologije. Predavao je u Parizu, Rimu i Napulju. Unatoč svojoj velike učenosti, ostao je uvijek jednostavan, ponizan i bezazlen redovnik. U poniznosti je postojano odbijao sve ponuđene mu crkvene časti. Njegov bistri duh dobro je shvatio da je poniznost evanđeoska krepost i da više vrijedi od sve učenosti, slave i počasti. Zato je uvijek htio ostati malen. 
Sveti Toma je napisao mnoštvo filozofskih i teoloških djela, a najslavnije mu je djelo "Teološka suma" u tri dijela u kojoj je sustavno obradio svu teologiju. Djelo je prevedeno na sve svjetske jezike te u teološkoj književnosti zauzima sve do danas jedinstven položaj. Sveti Toma je bio i mistik. Žarko je štovao Presveti Sakrament te o njemu ispjevao najljepše himne kao što su: "Hvali Sion Spasitelja", "Klanjam ti se smjerno, tajni Bože naš", "Usta moja uzdižite preslavnome tijelu glas"! Kad je jednom klečao pred raspelom, sam Spasitelj mu je progovorio: "Ti si o meni tako lijepo pisao, što želiš kao nagradu?" - Svetac je odgovorio: "Samo tebe, Gospodine!" Toma je umro relativno mlad, u dobi od 49 godina, 7. ožujka 1274. Bio je tada na putu u Lyon na opći sabor, ali je klonuo i zaustavio se u samostanu Fossa Nouva kraj Rima i ondje preminuo. Relikvije su mu kasnije prenesene u Toulouse.

## Odnos filozofije i teologije
Toma Akvinski razlikovao je dogmatsku teologiju koja se zasniva i na razumu i na Objavi, odnosno prihvaća načela na osnovu autoriteta; dok filozofija nastoji uglavnom spoznati istinu na temelju razuma. Uvođenje dijalektike na području teologije, nastoji objasniti već prihvaćenu Objavu kroz racionalno utemeljenje. To je i način na koji se razvila skolastika. No, to ne čini teologiju filozofijom ("Filozofija je sluškinja teologije", Petar Damijanski), jer su načela i činjenice prihvaćeni kao objavljeni. Na primjer, teolog može pomoću kategorija i formi zaključivanja kakva se primjenjuju u filozofiji bolje razumjeti tajnu Trojstva, no on ipak ostaje teolog, prihvaćajući dogmu Trojstva na temelju već objavljene istine u Svetom pismu. Razlika spoznavanja Boga u teologiji i filozofiji jest ovakva; filozof počinje od naravni stvari, tj. običnih svakodnevnih bića i prirode, te se uspinje k Bogu (bog filozofa: Platon, Aristotel, Descartes, Leibniz, itd…), a teolog počinje od Boga, tj. Objave te se spušta među naravni svijet.
Fundametalna razlika između filozofije i teologije nije u predmetu koje one razmatraju, već u načinu spoznaje, (Objava i razum). Neke istine pripadaju teologiji, jer ih nije moguće spoznati razumom, a neke filozofiji, jer nisu objavljene. Dakle, suštinska razlika između teologa i filozofa nije u sadržaju, on može biti identičan, već u formi. Diversa ratio cognoscibilis diversitatem scientiarum inducit (različit način istraživanja dovodi do različitih znanja). Zato, teologija koja se bavi svetim učenje generički se razlikuje od prirodne teologije (engl. natural theology) kakva je dio filozofije. Između dogmatske teologije i prirodne postoji izvjesna sličnost, ali pripadaju različitim znanostima. (teologiji i filozofiji).
Cijela filozofija po Tomi ide k spoznaji Boga na racionalan način (nešto što William Ockham i Martin Luther, kao i Jean Calvin, nisu smatrali mogućim). Toma nastoji ukazati na moralnu nužnost otkrivenja kao poticaj za bavljenje prirodnom teologijom (dio filozofije koja nastoji razumski argumentirati dokaze za Božju opstojnost). On primjećuje kako su već poganski filozofi (Aristotel, Plotin, Platon i drugi), već spoznali Božju egzistenciju. Usprkos tomu, Toma je zaključio da su oni zbog raznih umovanja došli u neke zablude o Bogu, jer nisu imali Autoritet. Također, Toma Akvinski smatra da nije moguće istovremeno vjerovati i razumjeti jednu stvar. Ako vjerujemo u Boga, znanje nam nije potrebno, kao i vice versa. Većina intelektualca u srednjem vijeku su bili kao i Toma, filozofi i teolozi. Toma Akvinski služio se Svetim pismom da dokaže istinu svijeta, te mu je ono služilo kao glavni autoritet, koji je nastojao dokazati razumskim putem služeći se formalno Aristotelovom filozofijom. No, upravo je tu naišao na jednu bitnu razliku. Sveti Toma je po Bibliji znao da je svemir imao prostorno-vremenski početak, no njegovo mišljenje je bilo takvo da je on mislio da se takva činjenica ne može dokazati razumom, niti pobiti. Drugim riječima, teolog zna preko Otkrivenja da je svijet imao početak, a filozof to ne može dokazati.
Toma razlikuje dvije svrhe u čovjeka. Natprirodnu, koju prema njemu razmatra teolog, i prirodnu svrhu, kojom se bavi filozof. U dijelu De Veritate, 14, 3. On kaže da je krajnje dobro (bonum ultimatum) koje je s razmjerno ljudskim moćima, dok teolog razmatra ono krajnje dobro koje transcedentira prirodnu moć, naime vječan život, pod kojim on ne misli samo na život poslije smrti već i viziju Boga kao takvog. Ta razlika je veoma bitna i naviše se vidi u moralu i politici, gdje se razlikuju ciljevi države kao takve i ciljevi Crkve. Konkretno ljudsko biće je Bog stvorio za natprirodnu svrhu, za potpunu sreću koja se može postići samo i isključivo u suodnosu s Bogom. Čovjek ima jednu krajnju svrhu – natprirodno blaženstvo. No, čovjek može i pomoću filozofije otkriti ograničenu prirodnu sreću i u ovom životu. Tako se za filozofa može reći da razmatra svrhu čovjeka ako ona može da se otkrije ljudskim razumom, tj. samo djelomično i nepotpuno.
Sv. Toma je vjerovao da je teorijski moguće da filozof izgradi istinit metafizički sustav bez Objave. Takav sustav bio bi nužno nesavršen i nepotpun. To je zato što iako metafizičar teži Istini, on opet nije sposoban otkriti sve ono znanje koje je neophodno čovjeku da bi postigao svoju krajnju svrhu.
Ako bi naglasili takav stav Tome prema filozofiji, to bi značilo da tomista ne mora nužno shvaćati modernu filozofiju kao neprijateljsku. Izgleda, tomist treba očekivati da će kod modernih filozofa naći intelektualno osvježenje, te da ovim filozofima pristupa s ljubavlju i nadom, a ne apriornom sumnjom i rezervom. Toma tu navodi razloge zašto je prikladno propisati ljudskom vjerovanju čak i one istine koje se mogu otkriti razumom. Neki od tih razloga su naravno, relevantni za pitanje o kome raspravljamo. Na primjer, savršeno je točno da su mnogi ljudi zauzeti zarađivanjem za kruh i preživljavanjem, da čak i kada bi bili sposobni za metafizička promišljanja jednostavno nemaju vremena za njih. Njima je poželjno vjerom propisati one metafizičke istine koje su značajne za njihov život; u suprotnom oni ih uopće ne bih saznali. Kao što većina ljudi nikad nije bila u Americi, jer nema financijske mogućnosti, to ne mora značiti da ne bih trebali vjerovati svjedočanstvima drugih.
Toma Akvinski primjećuje da su do pune istine do Boga putem razuma stigli rijetki i to poslije dugog vremena i poslije puno pogrešaka (Summa Teologica, Ia,1, 1, in corpore.). Tu ističe argument za postojanje Crkvenih Dogmi. Kada svetac kaže da je poželjno propisati nešto kao predmet vjerovanja čak i one istine koje se mogu razumom dokazati, da te istine trebaju prihvatiti na temelju autoriteta, on zapravo ističe praktične potrebe mnogih, a ne spekulativnu nedovoljnost metafizike kao takve. Toma se razlikuje od sv. Bonaventure u tome što dopušta apstraktnu mogućnost, a u slučaju Aristototela, čak i konkretan primjer „zadovoljavajuće“ poganske filozofije. Prema Tomi ljudi razum je slab i kao takav metafizički sistem nikad neće biti potpun kao Objava, tj. sadržavat će zablude.

## Dokazi za Božju egzistenciju
Pet puteva (lat. Quinque viæ) u Tome Akvinskoga predstavlja pet argumenata za Božju egzistenciju koje je napisao u svom magnus opusu Suma teologije.
1. Prima Via: Argument iz kretanja
2. Secunda Via: Argument iz uzročnosti
3. Tertia Via: Argument iz kontingencije
4. Quarta Via: Argument iz stupnjeva savršenosti
5. Quinta Via: Argument iz svrhovitosti (teleološki argument)
Svih pet puteva se generalno smatraju kozmološkim dokazima Božje opstojnosti, od kojih su neki samo različito formirani iz Aristotelove Fizike. Toma nije smatrao Anselmov ontološki argument kao valjan, te je iznio svojih pet aposteriornih argumemata.
1. Argument: Prima Via
Sve što vidimo u svijetu se kreće, tj. razvija.  A sve što se kreće ima nešto što uzrokuje to kretanje, odnosno tu promjenu. Jedno kretanje uzrokuje drugo kretanje, to ne može ići u beskonačnost, što znači da mora postojati Prvi pokretač koji pokreće sve ostalo. To je Bog. 
Ovo je Aristotelov argument protiv beskonačnog kretanja, tj. uzročnosti koju on zove Nepokrenuti pokretač (grč. ὃ οὐ κινούμενον κινεῖ, lat. primum movens). Odnosno mora postojati Uzrok svega postojećeg koji za svoje postojanje nema uzrok. Već je sam u sebi uzrok. Treba spomenuti da pod „kretanje“ Akvinski ovdje ne misli kretanje kao takvo. Već Aristotelovo shvaćanje napretka predmeta, odnosno razlika između akta i potencije. Što čini Boga čistim aktom. (lat. Actus purus)
2. Argument: Secunda Via
Drugi argument počinje od stvaranja iz ničega i uzroka uopće. Naime, sve što postoji ima svoj uzrok. To znači da stvari ne dolaze u svoje postojanje iz ničega, već ih nešto uzrokuje. Npr. roditelji su uzrok svoje djece, itd. Taj uzrok opet ima svoj uzrok nastajanja, jer stvari ne mogu iz ničega nastati se kretati (lat. ex nihilo), već za sve što postoji mora biti uzrok. Ta uzročnost ne može ići u beskonačnost, to znači da mora postojati logička uzročnost, koja za svoje postojanje ne mora imati uzrok. To jest, ona postoji sama za sebe. To je Bog. 
Svijet nije beskonačan, jer onda ne bi bilo objašnjenja za ništa, a i Objava nam govori kako je Bog stvorio svijet. To znači da mora postojati prvi uzrok koji je uzrok svega drugog. Taj uzrok je Bog. Toma je služeći se Aristotelovom filozofijom nastojao objasniti kako stvari ne mogu tek ići u beskonačno, već za sve mora postojati uzrok, taj proces uzroka i posljedice ne ide u vječnost, jer onda ništa ne objašnjava i onda se dolazi do nužne konkluzije da Bog postoji.
3. Argument: Tertia Via 
U svijetu postoje stvari koje su konačne (kontingentne, slučajne) i koje su nužne. Kontingentne stvari postoje, ali su mogle i ne postojati, tj. njihovo postojanje ovisi o drugome biću. No, kada bi sva bića bila takva onda ništa ne bih postojalo, to znači da mora postojati biće koje je nužno. Odnosno, da njegovo postojanje ne ovisi ni o kome drugom. To biće je Bog.
Za razumijevanje argumenta potrebno je razumjeti Descarteov i Leibnizov pojam supstancije. To je stvar koja postoji sama po sebi. Takav je i Bog. Sve što postoji, a nije Bog, propada, umire, i kao takvo nije nužno biće. Jer moglo je i ne postojati. Baš zato mora postojati biće koje stoji samo po sebi. Odnosno da je njegova esencija upravo i njegova egzistencija. To jest Bog.
4. Argument: Quarta Via
Svugdje u svijetu vidimo stupnjeve savršenosti i različitost kao takvu koja se vidi u boljem i gorem. Neki cvijet je ljepši od drugog, neka životinja je bolja u preživljavanju od druge. Netko je pametniji od nekoga drugog, itd. U tom svijetu mora postojati biće koje ima sve savršenosti, u onom analognom smislu shvaćanja savršenosti. Npr. u sobi gdje ima puno ljudi, netko mora biti najviši. Argument ima dosta preuzetoga od Platona, iako Toma nije bio platonist. Argument je zapravo jedna od verzija Aselmovog argumenta iz Proslogiona.
5. Argument: Quinta Via
Vidimo u prirodi ne-inteligentna bića koja se obično ponašaju. To ne može biti slučaj, jer da jest, ona ne bih slijedila određeni red, tj. zakonitost kakvu životinje obično slijede. Slučaj rađa slučaj. Ako je njihovo postojanje slučajno i njihovo ponašanje bih trebalo biti također. To znači da njihovo ponašanje mora biti predodređen. Ali to ne može biti od njih samo zato što su one ne-inteligentna bića. To znači da njihovo ponašanje mora biti predodređen od nekoga bića koje je inteligentno. To je Bog.
Ovdje Toma misli i na prirodne zakone kao takve. Nemoguće je da su oni nastali kao plod slučaja, jer ako je to istina ne bih bili zakoni. Ne bih ih se mogli predvidjeti. Nego mora postojati neko biće koje je te prirodne zakone stvorilo. On to podrazumijeva kao Boga. 
Ovo je veoma aktualan argument bio za vrijeme Znanstvene revolucije i ujedno je imao svoj utjecaj na istu. Nije slučajno da se znanost kakvu danas znamo; u obliku eksperimenta (Francis Bacon), razvila upravo u kršćanskoj Europi. Razlog tomu jest ovakav: Bog je stvorio sve vidljivo i nevidljivo. U vidljivo spadaju životinje, ljudsko tijelo, prirodni zakoni, mora, vrijeme, itd. To znači da je prirodni svijet Božja kreacija, a najbolji način za proučavanje Boga, jest proučavanje njegove kreacije. Nije slučajno da su svi novovjekovni znanstvenici bili ujedno i veliki vjernici koji su pisali teološka dijela, najpoznatiji među njima jest Isaac Newton.

## Odnos razuma i vjere
Crkveni su se oci suočili s raznim filozofijama platonskoga tipa u kojima se iznosio cjeloviti pogled na svijet i život, uključujući pitanje Boga i religije. U sučeljavanju s tim filozofijama, oni su do u tančine razradili cjelovit pogled na stvarnost, polazeći od vjere i koristeći sastavnice platonizma kako bi odgovorili na sržna pitanja koja zaokupljaju čovjeka. Taj pogled, utemeljen na biblijskoj objavi i obrađivan pomoću točnoga platonizma u svjetlu vjere, oni su nazivali „naša filozofija”. Riječ „filozofija” nije dakle bio izraz čisto razumnoga sustava i, kao takvoga, odvojena od vjere, nego je pokazivala sveobuhvatni pogled na stvarnost, izgrađen u svjetlu vjere, koji je razum napravio i promislio; taj je pogled, sigurno, nadilazio sposobnosti razuma, ali, kao takav, bio je također zadovoljavajući za njega. Prema svetomu Tomi susret s Aristotelovom pretkršćanskom filozofijom (Aristotel je umro oko 322. prije Krista) otvarao je novu perspektivu. Aristotelska filozofija bila je, očito, izrađena bez poznavanja Staroga i Novoga Saveza, objašnjenje svijeta bez Objave, samim razumom. I ta je razumnost bila uvjerljiva. Tako stari oblik „naše filozofije” otaca više nije bio održiv. Trebalo je ponovno premisliti odnos između filozofije i teologije, između vjere i razuma. Postojala je neka „filozofija”, cjelovita i uvjerljiva u samoj sebi, razumnost koja prethodi vjeri, a potom „teologija”, neko razmišljanje s vjerom i u vjeri. Bremenito pitanje bilo je: jesu li uskladivi svijet razuma, filozofija mišljena bez Krista, i svijet vjere? Ili se međusobno isključuju? Bilo je onih koji su zastupali nespojivost između ta dva svijeta, ali je sveti Toma bio čvrsto uvjeren da su spojivi – štoviše, da je filozofija razrađena bez poznavanja Krista gotovo očekivala Isusovo svjetlo kako bi bila potpuna. To je bilo veliko „otkriće” svetoga Tome koje je odredilo njegov put kao mislitelja. Pokazati neovisnost filozofije i teologije i, istodobno, njihovu uzajamnu povezanost bila je povijesna misija velikoga učitelja. Imajući to pred očima lako je razumjeti zašto je u XIX. stoljeću, kad se zastupala snažna neuskladivost između suvremene misli i vjere, papa Lav XIII. pokazao na svetoga Tomu kao na vodiča u dijalogu između jedne i druge. U svojem teološkom radu, sveti Toma pretpostavlja i određuje tu suodnosnost. Vjera učvršćuje, ujedinjuje i prosvjetljuje baštinu istinâ koje stječe ljudski razum. Povjerenje koje sveti Toma gaji prema tim dvama oruđima spoznaje – vjeri i razumu – može se dovesti u vezu s uvjerenjem da oba proizlaze iz istoga izvora istine, božanskoga Logosa, koji djeluje na polju stvaranja kao i na polju otkupljenja.
Zajedno sa suglasnošću između vjere i razuma, nužno je prepoznati kako se oni služe različitim spoznajnim pristupima. Razum prihvaća istinu na osnovi njezine duboke očitosti, posredovane ili neposredne; vjera, međutim, prihvaća istinu na temelju ugleda Božje riječi koja se objavljuje. Na početku Sume teologije sveti Toma piše: „Treba znati da postoje dvije vrste znanosti. Neke, naime, kao što su aritmetika, geometrija i njima slične, polaze od načelā koja su poznata naravnim svjetlom uma. Druge pak polaze od načelā poznatih svjetlom neke više znanosti: primjerice, geometrijska optika polazi od načelā koja su razjašnjena u geometriji, a glazba od načelā poznatih u aritmetici. Sveta nauka* (to jest teologija) spada u tu drugu vrstu znanosti, jer polazi od načelā koja su poznata u svjetlu neke više znanosti, to jest u znanju Boga i blaženih”.
To razlikovanje jamči samostalnost, kako znanostî o čovjeku – prirodoslovnih i humanističkih, poput filozofije, tako i bogoslovnih znanostî. No ono nije isto što i odvajanje [rastavljanje], nego u sebi uključuje uzajamnu i plodonosnu suradnju. Vjera, naime, štiti razum od svih napasti nepovjerenja u vlastite sposobnosti, potiče ga otvoriti se sve širim obzorima i da ne posustane u traganju za temeljima te, kada se sâm razum posvećuje nadnaravnom području odnosa između Boga i čovjeka, obogaćuje njegov rad. Prema svetomu Tomi, primjerice, čovjek svojim razumom nedvojbeno može prispjeti tvrdnji o postojanju Boga, ali samo vjera, koja prihvaća božansku objavu, jest kadra dotaknuti otajstvo ljubavi Boga, Jednoga i Trojstvenoga.
S druge strane, ne pomaže samo vjera razumu. Vrijedi i obratno. Naime, i razum, svojim sredstvima, može učiniti nešto važno za vjeru, pružajući joj trojaku službu koju sveti Toma ovako sažima u uvodu Tumačenja Boetijeva djela O Trojstvu: „Pokazati osnove vjere; pomoću sličnosti objasniti istine vjere; odbaciti prigovore koji se upućuju protiv vjere”. Čitava je povijest bogoslovlja, u konačnici, ostvarivanje te zadaće spoznaje koja pokazuje shvatljivost vjere, njezinu raščlanjenost i unutarnji sklad, njezinu razumljivost i sposobnost promicati čovjekovo dobro. Pravilnost teoloških razmišljanja i njihovo stvarno spoznajno značenje zasnivaju se na vrijednosti bogoslovnoga jezika, koji je, prema svetom Tomi, u prvom redu sličnoznačan jezik. Beskrajan je razmak između Boga, Stvoritelja, i bitka njegovih stvorenja; nesličnost je uvijek veća nego sličnost.[3] Usprkos tomu, u čitavoj različitosti između Stvoritelja i stvorenja, postoji razmjer između stvorenoga bića i Stvoriteljeva bića koji nam omogućuje govoriti o Bogu ljudskim rječnikom.
Sveti je Toma udario temelj nauke o sličnoznačnosti ne samo oštroumnim filozofskim obrazlaganjima nego i na činjenici da nam je sâm Bog Objavom progovorio te nas, dakle, ovlastio govoriti o Njemu. Smatram važnim podsjetiti na tu nauku. Ona nam, naime, pomaže opovrgnuti neke prigovore suvremenoga bezboštva koji niječe da je religijski jezik obdaren nekim objektivnim značenjem i, naprotiv, drži kako ima samo subjektivnu ili jednostavno emotivnu vrijednost. Taj prigovor proizlazi iz činjenice da su pobornici pozitivističke misli uvjereni kako čovjek ne spoznaje bitak, nego samo iskustveno djelovanje stvarnosti. Sa svetim Tomom i s velikom filozofskom predajom mi smo uvjereni da, zapravo, čovjek ne spoznaje samo djelovanje koje je predmet prirodnih znanostî, nego da spoznaje nešto o samom biću – primjerice spoznaje osobu, „ti” drugoga, a ne samo fizički i biološki vid njezina postojanja.
U svjetlu toga učenja svetoga Tome, teologija tvrdi da je, ma koliko ograničen, religijski jezik obdaren smislom jer dotičemo bitak, poput strijele odapete prema stvarnosti koju označava. To temeljno suglasje ljudskoga razuma i kršćanske vjere nazire se u drugom osnovnom polazištu Akvinčeve misli: božanska milost ne poništava, nego pretpostavlja i usavršava ljudsku narav. Ta narav, naime, ni nakon grijeha nije potpuno pokvarena, nego je ranjena i oslabljena. Milost, koju Bog obilno dijeli i koja se prenosi otajstvom utjelovljene Riječi, potpuno je besplatan dar kojim narav biva ozdravljena, ojačana i potpomognuta težiti žudnji za srećom, želji prirođenoj i duboko usađenoj u srcu svakoga muškarca i žene. Božanskom milošću sve sposobnosti čovjekova srca se čiste, preobražavaju i uzdižu.
Važna primjena toga odnosa naravi i milosti nazire se u ćudorednom bogoslovlju Tome Akvinskoga koje je vrlo aktualno. U središte učenja na tom području, on stavlja Novi Zakon, a to je zakon Duha Svetoga. S duboko evanđeoskim pogledom inzistira na činjenici da je taj zakon milost Duha Svetoga koja se daje onima koji vjeruju u Krista. Toj se milosti pridružuje pisano i usmeno učenje o naukovnim i ćudorednim istinama koje Crkva prenosi. Sveti Toma, ističući temeljnu ulogu koju u moralnom životu ima djelovanja Duha Svetoga, milosti iz koje se rađaju bogoslovne i ćudoredne krjeposti, daje shvatiti da svaki kršćanin može dostići uzvišene vidike Govora na Gori ako živi istinski vjerski odnos u Kristu, ako se otvori djelovanju njegova Svetoga Duha. No – dodaje Akvinac – „premda je milost djelotvornija od naravi, ipak je narav bitnija za čovjeka”. U skladu s tim, sa stanovišta kršćanskoga ćudoređa, postoji mjesto za razum koji je kadar razaznati naravni ćudoredni zakon. Razum ga može prepoznati promatrajući ono što je dobro činiti i ono što je dobro izbjegavati za postizanje one sreće koja leži na srcu svakomu čovjeku i koja nalaže i odgovornost prema drugima i, dakle, traženje zajedničkoga dobra. Drugim riječima, čovjekove krjeposti, bogoslovne i ćudoredne, ukorijenjene su u ljudsku narav. Božanska milost prati, podupire i potiče etičku zauzetost, ali, prema svetomu Tomi, svi ljudi, vjernici i nevjernici, pozvani su upoznati potrebe ljudske naravi izražene u naravnom zakonu i nadahnjivati se na njemu u oblikovanju pozitivnih zakonâ, onih naime zakona koje donose građanske i političke vlasti radi uređivanja ljudskoga suživota.
Kad se niječu naravni zakon i odgovornost koji on uključuje, dramatično se utire put etičkom relativizmu na individualnom planu i totalitarizmu države na političkom planu, što ima pogubne posljedice. Obrana sveopćih prava čovjeka i potvrđivanje apsolutne vrijednosti dostojanstva osobe iziskuju neku osnovu. Nije li upravo naravni zakon taj temelj, s vrijednostima koje pokazuje, a o kojima se ne može pregovarati? Sveti Ivan Pavao II. napisao je u okružnici Evangelium vitae riječi koje ostaju od velike aktualnosti: „Prijeko je, dakle, potrebno za budućnost društva i razvoj zdrave demokracije iznova otkriti postojanje ljudskih vrednota, ćudoredno bitnih i urođenih, koje izviru iz same istine o čovjeku te izražavaju i čuvaju dostojanstvo osobe. Stoga te vrijednosti nijedan pojedinac, nikakva većina i nijedna država nikad ne smiju stvarati, mijenjati ili zatirati, nego ih moraju jedino prepoznavati, poštovati i promicati”.
U zaključku, Toma nam predlaže široko i pouzdano shvaćanje ljudskoga razuma: široko jer nije skučeno prostorima takozvane empirijsko-znanstvene misli, nego je otvoreno čitavomu biću pa tako i temeljnim i neporecivim pitanjima ljudskoga života; a pouzdano jer je ljudski razum, prije svega ako prihvaća nadahnućâ kršćanske vjere, promicatelj uljudbe koja priznaje dostojanstvo osobe, nepovrjedivost njezinih prava i obvezatnost svojih dužnosti. Ne iznenađuje što je nauka o dostojanstvu osobe, temeljna za priznavanje nepovrjedivosti prava čovjeka, sazrela u misaonim sredinama što su prigrlile baštinu svetoga Tome Akvinskog koji je imao vrlo uzvišeno shvaćanje ljudskoga stvorenja. Nazvao ga je strogo filozofskim rječnikom „najsavršenijim od svega što se nalazi u čitavoj prirodi, to jest samostojnim nositeljem razumne naravi”.

## Teološka suma
Teološka suma ili Suma teologije jest jedno od najpoznatijih teoloških, ali i filozofskih djela zapadne filozofije i filozofije uopće. Predstavlja najopsežnije djelo sv. Tome Akvinskog.
Premda je ostala nedovršena, ona je ipak veličanstveno djelo: sadržava 512 pitanja i 2669 članaka. Riječ je o sažetom razlaganju u kojem ljudski um pristupa otajstvima vjere s jasnoćom i dubinom, ispreplićući pitanja i odgovore u kojima sveti Toma produbljuje učenje koje dolazi iz Svetoga Pisma i od crkvenih otaca, najviše svetoga Augustina. U tom misaonom osvrtanju, u susretu s pravim pitanjima svojega vremena, koja su često i naša pitanja, sveti Toma, koristeći i metodu i misao drevnih filozofā, osobito Aristotela, dolazi do preciznih, bistrih i primjerenih određenja vjerskih istina, gdje je istina dar vjere, blista i postaje dostupna nama, našem razmišljanju. Ipak, taj napor ljudskoga duha – kao što Akvinac podsjeća svojim životom – uvijek je prosvijetljen molitvom, svjetlom koje dolazi odozgor. Samo onaj koji živi s Bogom i s otajstvima može također razumjeti što oni govore.
U Sumi teologije sveti Toma polazi od činjenice da postoje tri različita načina Božjega bitkaII i bȋti.III Prvo, Bog postoji u samom sebi, On je početak i svršetak svega, zbog čega sva stvorenja proizlaze od Njega i ovise o Njemu. Zatim: Bog je nazočan kroz svoju milost u životu i djelovanju kršćanina, svetaca. Konačno, Bog je na posve osobit način prisutan u Kristovoj osobi, stvarno sjedinjenoj s čovjekom Isusom, koja djeluje u svetootajstvima [sakramentima] što potječu iz Njegova otkupiteljskog djela. Stoga je ustroj toga monumentalnoga djela,[3] istraživanje Božje punine „teološkim pogledom”,[4] raščlanjeno u tri dijela što je sȃm Zajednički naučitelj [Doctor communis] – sveti Toma – objasnio ovim riječima: „Glavna zadaća svete nauke je priopćiti nam spoznaju o Bogu, i to ne samo s obzirom na to što je on u sebi nego također ako je počelo i svrha svih stvari, a napose razumskog stvorenja. Pristupajući izlaganju te nauke prvo ćemo raspravljati o Bogu, drugo o težnji razumskoga stvorenja prema Bogu i treće o Kristu koji je kao čovjek put naših težnji prema Bogu.”.[5] Postoji krug: Bog u sebi samom, koji izlazi iz samoga sebe i uzima nas za ruku, tako da se s Kristom vraćamo Bogu, sjedinjeni smo s Bogom i Bog će biti sve u svima.
Prvi dio Sume teologije istražuje, dakle, o Bogu u Njemu samom, o otajstvu Trojstva i o Božjem stvarateljskom djelovanju. U tom dijelu nalazimo i duboko razmišljanje o izvornoj zbilji ljudskoga bića kakav je izašao iz Božjih stvarateljskih ruku, kao plod njegove ljubavi. S jedne smo strane stvoreno, ovisno biće, ne potječemo od samih sebe; ali, s druge, imamo pravu samostalnost, tako da nismo samo nešto prividno – kako tvrde neki platonski filozofi – nego zbilja koju je Bog htio kao takvu, i s vrijednošću u sebi.
U drugom dijelu sveti Toma promatra čovjeka, potaknuta milošću, u njegovoj sklonosti da upozna i ljubi Boga kako bi bio sretan u vremenu i u vječnosti. Pisac najprije predočava bogoslovna načela ćudorednoga djelovanja, proučavajući kako se u slobodnom čovjekovu izboru da čini dobra djela, upotpunjuju razum, volja i čuvstva, a njima se pridodaje snaga koju daruje Božja milost po krjepostima i darovima Duha Svetoga kao i pomoć koju isto tako pruža ćudoredni zakon. Čovjek je stoga dinamičan bitak koji traži samoga sebe, pokušava postati čovjekom i u tom smislu nastoji činiti djela koja ga izgrađuju, koja ga uistinu čine čovjekom; a tu dolazi ćudoredni zakon, nastupaju milost i vlastiti razum, volja i čuvstva. Na toj osnovi sveti Toma daje obris fizionomiju čovjeka koji živi po Duhu i koji tako postaje Božja slika. Tu se Akvinac zaustavlja na proučavanju triju bogoslovnih krjeposti – vjere, nade i ljubavi, nakon čega pristupa oštroumnom istraživanju više od pedeset ćudorednih krjeposti, ustrojenih oko četiriju stožernih krjeposti – razboritosti, pravednosti, umjerenosti i jakosti. Završava potom razmišljanjem o raznim zvanjima u Crkvi.
U trećem dijelu Sume, sveti Toma proučava otajstvo Krista – puta i istine – po kojem se ponovno možemo pridružiti Bogu Ocu. U tom svesku piše gotovo nenadmašive stranice o otajstvu Isusova utjelovljenja i muke, dodajući zatim opsežno izlaganje o sedam svetootajstava jer u njima utjelovljena božanska Riječ širi dobročinstva utjelovljenja radi našega spasenja, za naš hod vjere prema Bogu i vječnom životu, kao da tvarno ostaje prisutna sa stvarnostima stvaranja, dotiče nas tako u intimi.
Govoreći o svetootajstvima, sveti se Toma iscrpno zadržava na otajstvu Euharistije, prema kojem je gajio vrlo veliku pobožnost tako da je, prema drevnim životopiscima, običavao oslanjati glavu na Svetohranište, kao da je želio osjetiti Isusovo božansko i ljudsko Srce kako kuca. U jednom djelu tumačenja Pisma, sveti nam Toma pomaže shvatiti uzvišenost svetootajstva Euharistije kad piše: „Budući da je Euharistija svetootajstvo muke našega Gospodina, u sebi sadržava Isusa Krista koji je trpio za nas. Zato je sve ono što je učinak muke našega Gospodina ujedno i učinak ovoga svetootajstva, budući da ono nije ništa drugo nego utiskivanje Gospodinove muke u nas”.[6] Shvaćamo dobro zašto su sveti Toma i drugi svetci slavili svetu Misu plačući iz suosjećanja prema Gospodinu koji se prinosi u žrtvi za nas: bile su to suze radosti i zahvalnosti.
Ovo su neki od citata iz Sume:
- "Ljudski zakon ima utoliko svojstvo zakona ukoliko je u skladu sa zdravim razumum. Kad je, naprotiv, jedan zakon u suprotnosti za zdravim razumom, naziva se nepravednim zakonom; u takvom slučaju prestaje biti zakonom i više postaje činom nasilja."

- "Pravo je preskripcija osmišljena, usvojena i proglašena s gledištem ka zajedničkom dobru zajednice, od strane osoba ili tijela osoba odgovornih za [održanje zajedničkog dobra] te zajednice."

- "Za čovjeka je prirodno da bude društvena i politička životinja i da živi u zajednici, i to je istinitije za njega negoli za bilo koju drugu životinju, što je činjenica koju pokazuju njegove prirodne potrebe." (Cf., De regimene principium, I, 1.)

- "Ali zajednički društveni život mnogih ljudi ne bi se mogao održati ako neko ne bi imao vlast da postiže dobro." (1a 2ae, 96, 4.)

- "Ljudski pozitivni zakoni su pravedni ili nepravedni. Ako su pravedni oni po sudu savjesti imaju obvezujuću snagu Vječnog prava iz kojeg proizilaze (...) Zakoni su nepravedni po dva načina: ako su protiv onoga što je čestito u ljudskim pojmovima, te protiv Božjih prava. Oni su suprotstavljeni dobru po tri osnove: kada vladar oporezuje svoje podanike prije zbog svoje vlastite pohlepe ili samoljublja negoli za opće dobro; kada on propisuje neki zakon preko ovlasti koja mu je povjerena; i kada, iako su usmjereni na opće dobro, zakoni vrše nepravičnu raspodjelu. To su nasilje prije negoli pravo." (1a 2ac, 96, 4.)

## Bonaventura i Toma Akvinski
Teolog može na dva načina gleda na pogansku filozofiju ili na metafiziku uopće. Konkretan primjer jest najbolji metafizičar koji je skolastičarima služio kao izvor Aristotel. Toma je prihvatio mnoga Aristotelova stajališta i smatrao je da iako razum kao takav griješi i ne nudi potpunu spoznaju, ipak može doći do sličnih zaključaka koja se nalaze u Svetom pismu. Bonavetura je imao dijametralno suprotan stav od Tome. Razlog tomu bješe činjenica da su i druge religije u to vrijeme prihvatile Aristotelov metafizički sustav kao zadovoljavajuć (npr. Averoes). Prema Bonaveturi očigledno je da svaka nezavisna filozofija je prinuđena da griješi i vodi u zabludu i da se samo u svjetlosti kršćanske vjere može izgraditi potpuni i zadovoljavajući filozofski sustav.

## Toma Akvinski i aristotelizam
Kada se gleda na XIII. stoljeće iz jednog kasnijeg vremena ne vidi se činjenica da je sv. Toma bio inovator i da je njegovo prihvaćanje aristotelizma bilo hrabro i novo. Sveti Toma bio je suočen s jednim filozofskim sistemom rastućeg utjecaja i značaja, sistemom koji u mnogim aspektima nesuglasan s kršćanskim učenjem i tradicijom, ali koji je privlačio pažnju mnogih studenata i učitelja u Parizu, upravo zbog svoje veličanstvenosti i koherentnosti. To što je Akvinski zgrabio bika za rogove i iskoristio aristotelizam za stvaranje vlastitog sistema, bilo je daleko od mračnjaštva. Naprotiv, to je bilo moderno i služilo je za daljnji razvitak skolastičke filozofije. Toma je učinio neprocjenjivu uslugu kršćanskoj filozofiji time što je iskoristio oruđe koje se nudilo; on je dakako protumačio Aristotela u najpovoljnijem smislu za kršćanstvo, jer je bilo suštinski važno da se pokaže kako Aristotel i Averoes nisu ili ne spadaju zajedno. Neupitno je da na temelju izvora možemo zaključiti kako je Toma Akvinski vjerojatno najbolji tumač aristotelove filozofije uopće. Toma je Aristotela od milja zvao Filozof s velikim F, te je suprotstavljao njegovu filozofiju s Platonovom. Kao i Aristotel, Toma je uvidio grešku Platona učinivši ideje nezavisnim i od konkretnih stvari i razuma, dok je Aristotel ideje stavio u Božji um. Toma je tumačio Aristotela in meliorem partem (Boljim dijelom) s teološkog stanovišta, pa iako to tumačenje naginje približavanju Aristotela i Augustina, ono ne predstavlja stvarnu Aristotelovu teoriju o božanskom saznanju.

## Štovanje
Papa Ivan XXII. proglasio ga je svecem 18. srpnja 1323. godine, a papa Pio V. 1567. godine crkvenim naučiteljem. Mnogi pape proslavili su ga svojim spisima, od kojih su najvažnije enciklike Lava XIII. "Aeterni Patris" i Pija XI. "Studiorum ducem". Iz novijeg vremena nauka sv. Tome preporučena je od II. vatikanskog sabora i od Pavla VI. u pismu "Lumen Ecclesiae". Crkva je svetog Tomu proglasila i zaštitnikom svojih škola i studenata. Jedan od najboljih poznavatelja rada sv. Tome Akvinskog je bio bački Hrvat o. Tomo Vereš.

## Poveznice
- Filozofija
- Srednjovjekovna filozofija

## Vanjske poveznice
Mrežna mjesta
- Studij Tome Akvinskog  Arhivirana inačica izvorne stranice od 12. veljače 2007. (Wayback Machine)